# Rassismus im Fußball

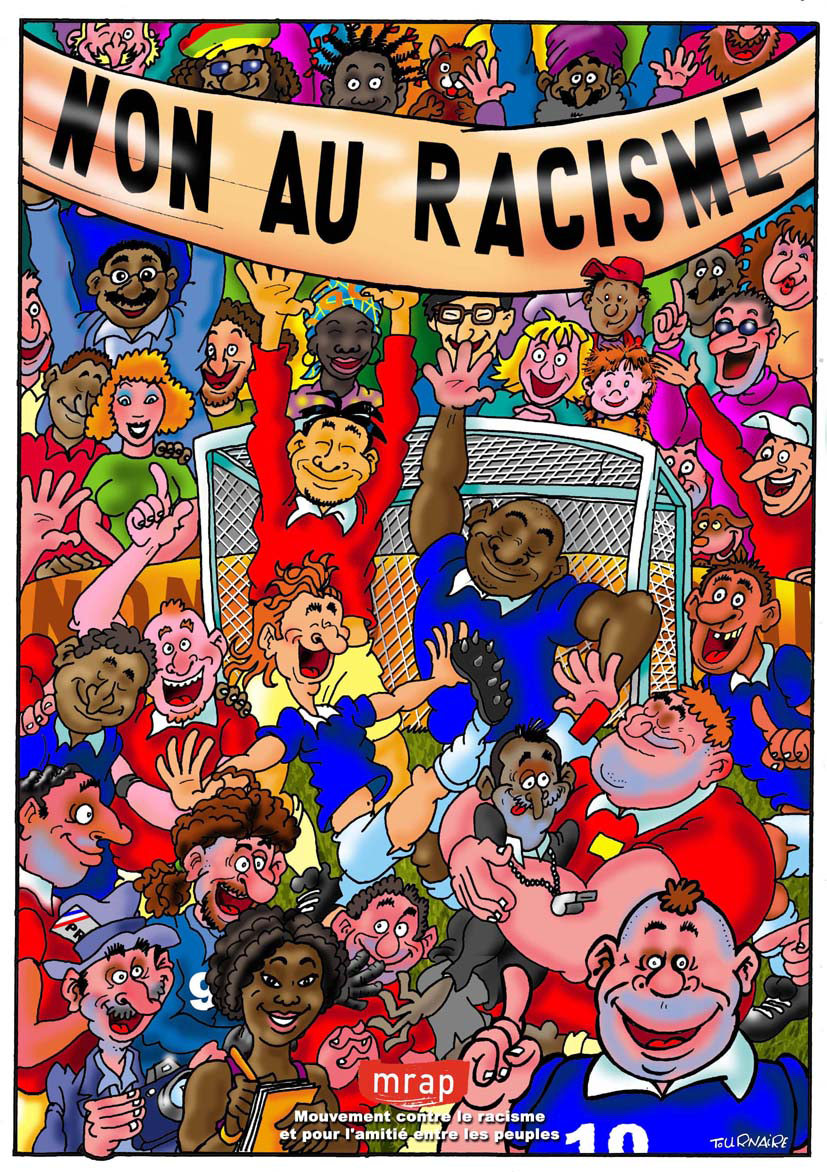
„Nein zu Rassismus“:
Plakataktion des MRAP (Bewegung gegen Rassismus und für Freundschaft zwischen den Völkern)

Rassismus im Fußball bezeichnet die Abwertung von Fußballspielern auf Grund ihrer ethnischen Zugehörigkeit, insbesondere der Hautfarbe. Er äußert sich zum Beispiel durch Gesänge und Bananenwürfe seitens der Fans oder durch Beleidigungen der Spieler auf dem Platz. Über Rassismus im Fußball wird aus zahlreichen Ländern berichtet.

## Beschreibung
Die bis in die Mitte der Gesellschaft latent vorhandene Fremdenfeindlichkeit tritt im Fußballstadion und in seinem Umfeld mitunter offen zu Tage. Von Rassismus betroffen sind Spieler und bisweilen auch Schiedsrichter, sowohl als Täter als auch als Opfer.
Angestoßen durch ehemalige und aktuelle schwarze Fußballprofis (u. a. Sol Campbell, Raheem Sterling, Chris Hughton, Dwight Yorke) wurde 2020 im englischen Fußball auch eine Debatte über strukturelle Benachteiligung von schwarzen Trainern angeregt.

### Sozialpsychologische Erklärungsansätze
Im Schutz der Masse muss die eigene Aggression nicht unterdrückt werden und das Individuum kann für das eigene Handeln schwerer und häufig gar nicht haftbar gemacht werden. Als Ursachen für die Aggression werden verschiedene Auslöser von Frustration (etwa über die Situation ihres traditionsreichen Klubs oder über die persönliche Situation) sowie eine damit verbundene „Flucht aus dem Alltag“ und die Suche nach sozialer Zugehörigkeit genannt. Hinzu kommt ein politischer Rechtsruck, der rechten Fan- und Hooligangruppen Aufschwung verleiht. Ein betroffener Vereinsvorsitzender äußerte bereits 2006: „[Es] werden Sätze plötzlich laut und offen gesagt. Parteien wie die NPD, die in […] den Parlamenten sitzen, scheinen diesen Leuten die Berechtigung zu geben, mit ihrem Hass nicht mehr hinter dem Berg zu halten.“
Insbesondere im Fußball basiert die Identifikation mit dem eigenen Verein auf einem starken Wir-Gefühl. Die eigene Gruppe wird durch die Abwertung des Anderen stabilisiert. Zudem liegt eine Verzahnung von rassistischen und fremdenfeindlichen Haltungen von Fußballfans mit Sexismus und Abwertung von Homosexuellen vor.
Wegen des hohen gesellschaftlichen Stellenwertes der Sportart Fußball und damit einhergehender Medienpräsenz benutzen Rechtsradikale und Rassisten die Stadien als Bühne für ihre Ansichten. Ein italienischer Stimmungsanheizer: „Wir gehen […] nicht einfach ins Stadion, um ein Fußballspiel zu sehen. Wir wollen dort auch unseren politischen Standpunkt […] vertreten.“

## Geschichte
Seit Ende der 1970er Jahre wurde im englischen Fußball ein stärker werdender Einfluss rechtsradikaler und rassistischer Gruppen auf die Fankultur beobachtet. Diese Entwicklung weitete sich Anfang der 1980er Jahre unter anderem auf Deutschland und die Schweiz aus. In dieser Zeit stieg die Anzahl rassistischer Vorfälle im Fußball an. Seit den 1990er Jahren bemühen sich Faninitiativen verstärkt um Gegenstrategien und forderten auch die Vereine dazu auf, mehr Verantwortung zu übernehmen. Auch im Zuge der Kommerzialisierung des Fußballs wurden rassistische Vorfälle als hinderlich angesehen und Bemühungen seitens der Vereine und Verbände verstärkt, mit dem Resultat, dass zu Beginn des 21. Jahrhunderts rassistische Vorfälle im Fußball rückläufig und gleichzeitig stärker geächtet sind. Das Phänomen verschob sich daraufhin auf Plattformen abseits der Fußballstadien.
Dennoch bleiben rassistische Äußerungen in Stadien nach wie vor weitestgehend ohne Konsequenzen. Rassistische Vorfälle im Fußball sind in zahlreichen Ländern dokumentiert, so zum Beispiel in Deutschland, England, Italien, Russland, Polen, Bulgarien, Slowakei und Zypern.

## Reaktionen und Maßnahmen
Laut Gunter Pilz wird das Phänomen des Rassismus im Fußball auf unterschiedlichen Ebenen adressiert: Durch Fanprojekte, durch Vereine und Verbände sowie durch die Polizei. Dabei handelt es sich um pädagogische Arbeit, Kampagnen, Vernetzung, die Förderung von Selbstregulierungsmechanismen, aber auch Sanktionen.
Der DFB ehrt mit dem 2005 erstmals gestifteten Julius-Hirsch-Preis jährlich „beispielhaften und unübersehbaren Einsatz“ u. a. gegen Rassismus „im Stadion, im Verein und in der Gesellschaft“. Am 14. März 2006 verabschiedete das Europäische Parlament die „Erklärung zur Bekämpfung von Rassismus im Fußball“. Im selben Jahr reagierte auch die FIFA mit der Ankündigung verschiedener Maßnahmen in Anbetracht erwarteter rassistischer Ausschreitungen während der 18. FIFA Fußball-Weltmeisterschaft. Sanktionieren wollte der Verband aber nur Fehlverhalten und Vergehen „auf dem Spielfeld“.
Die pädagogische Arbeit in den Vereinen widmet sich nicht nur den rassistisch auffälligen Fans bzw. Fangruppen, sondern fokussiert das gesamte Vereinsumfeld. Ein Profi-Verein, der sich besonders exemplarisch gegen Rassismus im Fußball engagiert ist der FC St. Pauli.
2010 widmeten sich die Vereinten Nationen mit ihrem Internationalen Tag zur Beseitigung der Rassendiskriminierung (International Day for the Elimination of Racial Discrimination, jedes Jahr am 21. März) dem Thema Rassismus im Sport. Die UEFA verkündete mit einer 2013 verabschiedeten Absichtserklärung einen „Null-Toleranz-Standpunkt“ gegenüber Rassismus. Das Protokoll sieht bei Spielen im Bereich der UEFA folgendes Vorgehen im Falle von rassistischen Äußerungen vor: Zunächst erfolgt auf Geheiß des Schiedsrichters eine Stadiondurchsage. Als zweiter Schritt wird das Spiel für zehn Minuten unterbrochen. Bei weiteren Verstößen wird die Partie schließlich abgebrochen.
Manche Vereine lassen laut Steffen Kubald, Vorsitzender von 1. FC Lokomotive Leipzig, die durch Schmähungen auffälligen Fangrüppchen gewähren, denn es ginge sonst ein wirtschaftlich wichtiger Einnahmeposten verloren.
Seit 2024 wurden rassistische Äußerungen durch Fußballfans in Spanien wiederholt strafrechtlich verfolgt. Dabei kam es zu Freiheitsstrafen auf Bewährung gegen Fußballfans und erstmals zur juristischen Einordnung der Rassismus-Äußerungen als „Hassverbrechen“, welches für die Täter eine Haftstrafe auf Bewährung, eine Geldstrafe von bis zu 1.620 Euro sowie ein zweijähriges Berufsverbot im Bildungs-, Freizeit- und Sportbereich zur Folge hatte.

## Beispiele (Auswahl)
Die folgende Auswahl enthält Beispiele von rassistischen Vorfällen im Fußball die besondere Rezeption erfuhren, die außergewöhnliche Ausmaße hatten oder nennenswerte Konsequenzen nach sich zogen.
- Ende Februar 2006 wurde Samuel Eto’o bereits zum zweiten Mal beim Spiel seines FC Barcelona in Saragossa mit Affenlauten verhöhnt.[24] In der Vorsaison hatte Eto’o dem eine Affen-Pantomime entgegen gehalten, diesmal erklärte er, nachdem der Schiedsrichter eine Stadiondurchsage erzwungen hatte, die das Gegenteil, nämlich noch lauteres Gekreische, bewirkte: „No juego más“ (Ich spiele nicht weiter). Nach gutem Zureden blieb Eto’o auf dem Platz. Saragossa musste eine Strafe in Höhe von 600 Euro bezahlen.[25]
- Am 25. März 2006 wurde der für den FC Sachsen Leipzig spielende Adebowale Ogungbure, der sich regelmäßig herabwürdigenden Zuschauerreaktionen ausgesetzt sah,[26] nach dem Abpfiff von auf das Spielfeld laufenden Anhängern des Halleschen FC bespuckt, geschlagen und gewürgt, während es von der Haupttribüne „Nigger raus“ schallte. Halle wurde zu 600 Euro Strafe verurteilt, jedoch nur wegen Abbrennens von Feuerwerkskörpern.[6]
- Im DFB-Pokalspiel Hansa Rostock II gegen Schalke 04 am 9. September 2006 wurden nach Gerald Asamoahs Tor zum 0:2 rassistische Sprechchöre laut, die vom DFB gemäß den verschärften Statuten mit 20.000 Euro Geldstrafe und einem Geisterspiel geahndet wurden.[27]
- Antisemitische Übergriffe gegen den TuS Makkabi Berlin II und der daraus resultierende Spielabbruch lösten im Oktober 2006 eine Berichterstattungslawine aus. Die Gegnermannschaft von der VSG Altglienicke II soll damals als Beschwichtigung vorgebracht haben, türkische Mannschaften würden ähnlich behandelt.[28] Zwei Monate zuvor hatten die türkischstämmigen Zwillinge Hamit und Halil Altıntop, damals beide für den FC Schalke 04 spielend, in einem Interview, das weite Verbreitung fand, bestätigt, dass das Beschimpftwerden durch Gegenspieler an der Tagesordnung sei.[29]
- Der in der englischen Premier League spielende Fußballer Luis Suárez aus Uruguay wurde 2011 wegen rassistischer Äußerungen auf dem Spielfeld gegenüber Patrice Evra zu einer Rekordsperre von acht Spielen verurteilt.[30]
- Im Februar 2012 musste John Terry sein Amt als Kapitän der englischen Nationalmannschaft wegen gegen ihn erhobener Rassismusvorwürfe abgeben. Zudem wurde er für vier Spiele gesperrt und es kam zu einem Gerichtsprozess, bei dem Terry freigesprochen wurde.[31]
- Kevin-Prince Boateng verließ im Jahr 2013 als Spieler der AC Mailand bei einem Freundschaftsspiel gegen den italienischen Viertligisten Aurora Pro Patria vorzeitig das Spielfeld, nachdem er und Teamkollegen von gegnerischen Fans rassistisch beleidigt worden waren. Das Team solidarisierte sich, das Spiel musste abgebrochen werden. Die UNO lud Boateng ein, über das Thema „Rassismus und Sport“ am 21. März 2013 in Genf zu berichten. Er verglich Rassismus mit der Malaria, die an ihren Ursachen, den Mückenteichen, gepackt und nicht später mittels Impfungen begrenzt werden müsse.[32]
- Im Mai 2013 unterbrach Schiedsrichter Gianluca Rocchi erstmalig im italienischen Fußball ein Spiel zwischen der AC Mailand und der AS Rom wegen rassistischer Gesänge gegen Mailand-Spieler Mario Balotelli.[33]
- Kévin Constant (ebenfalls AC Mailand) verließ 2013 ebenfalls nach rassistischen Gesängen bei einem Vorbereitungsturnier den Platz. Das Spiel ging weiter, der Schiedsrichter ließ in dem Spiel stattdessen Mario Piccinocchi als Ersatz auf den Platz.[34]
- Nachdem der für FK Ufa spielende ghanaisch-englische Spieler Emmanuel Frimpong am 17. Juli 2015 aus der Kurve der Spartak-Moskau-Fans beleidigt worden war und vom Spielfeld aus in Form eines ausgestreckten Mittelfingers geantwortet hatte, erhielt er die Rote Karte. Statt Schritte gegen die Provokateure einzuleiten oder zumindest Verständnis für die – von Frimpong gleich nach dem Spiel bedauerte – Spontanreaktion zu zeigen, beschuldigten sowohl sein Verein als auch der russische Verband RFS den Spieler, für die Situation verantwortlich gewesen zu sein und diese anschließend aufzubauschen. Ihm beispringende ausländische Spieler wurden offensichtlich (aber nicht offiziell) sanktioniert. Ein russischer Journalist meinte, offiziell werde nach der Devise gehandelt, Russland und seine Stadien seien frei von Rassismus.[35]
- Beim Qualifikationsspiel zur Europameisterschaft 2020 zwischen Bulgarien und England in Sofia (Endstand 0:6) kam es am 14. Oktober 2019 zu rassistischen Äußerungen von bulgarischen Fans gegenüber schwarzen englischen Spielern.[36] Das Spiel wurde zweimal unterbrochen, nach Rücksprache mit dem englischen Trainer Gareth Southgate jedoch fortgesetzt. Nach öffentlichem Druck aufgrund der Vorfälle traten der bulgarische Verbandspräsident Boris Michailow sowie der Trainer Krassimir Balakow zurück.[37]
- Am 19. Dezember 2021 wurde durch Schiedsrichter Nicolas Winter mit der Drittliga-Partie MSV Duisburg gegen VfL Osnabrück erstmals ein Spiel des deutschen Profifußballs wegen des Vorwurfs rassistischer Äußerungen durch einen Zuschauer abgebrochen. Diese sollen dem Spieler Aaron Opoku gegolten haben.[38] Dieser Vorwurf ließ sich nach polizeilichen Ermittlungen jedoch nicht erhärten.[39]

## Reportagen
- Torsten Körner: Schwarze Adler. Deutschland, 2021.